# Municipio de San Andrés Zabache
El municipio de San Andrés Zabache (del náhuatl: zaa, vaa, che ‘el que va, sepulcro, siete’‘ El que va a los siete sepulcros’) es uno de los 570 municipios que conforman al estado mexicano de Oaxaca. Pertenece al distrito de Ejutla, dentro de la región Valles Centrales. Su cabecera es la localidad de San Andrés Zabache.

## Geografía
El municipio abarca 6.85 km² y se encuentra a una altitud promedio de 1440 m s. n. m., oscilando entre 2300 y 1500 m s. n. m.

## Demografía
De acuerdo al último censo, realizado por el INEGI en 2010, en el municipio habitan 726 personas, ubicadas dentro de una localidad.